# Ning'an
Ning'an (宁安 ; pinyin : Níng'ān) est une ville de la province du Heilongjiang en Chine. C'est une ville-district placée sous la juridiction de la ville-préfecture de Mudanjiang.

## Démographie
La population du district était de 437 121 habitants en 1999.